# Bikeš
Bikeš i Bukoveccel  (mađ. Bükkösd, nje. Wickisch) je selo u južnoj Mađarskoj.
Zauzima površinu od 30,15 km četvornih.

## Ime
Selo se zove po bukvi.

## Zemljopisni položaj
Nalazi se na 46° 6' sjeverne zemljopisne širine i 17° 59' istočne zemljopisne dužine, zapadno od Mečeka. 1 km južno od sela je Čerda, 500 m jugoistočno je Eleš, Breka je 2 km zapadno, Tević je 2 km sjeverozapadno, Gorica je 2,5 km sjeverno, 5 km sjeverozapadno je Korvođa, Korpád je 3 km sjeverozapadno, Boda je 3 km jugoistočno, a kotarsko sjedište Selurinac je 5 km južno.

## Upravna organizacija
Upravno pripada Selurinačkoj mikroregiji u Baranjskoj županiji. Poštanski broj je 7682. 

## Promet
Kroz Bikeš prolazi željeznička prometnica, a usred sela se nalazi željeznička postaja.

## Stanovništvo
Bikeš ima 1295 stanovnika (2001.). Stanovnici su Mađari, a od značajnih manjina su Romi kojih je oko 5%, Nijemci, kojih je oko 2%. Hrvata i Rumunja je manje od 1%.

## Vanjske poveznice
- (mađ.) Bükkösd Önkormányzatának honlapja
- (mađ.) a Vendégvárón[neaktivna poveznica]
- (mađ.) Dunántúli Napló
- (mađ.) Légifotók Bükkösdről
- Bikeš na fallingrain.com